# Chimay (cervesa)
Chimay és un tipus de cervesa trapenca que es produeix en una cerveseria localitzada en el municipi de Chimay dins de l'Abadia de Scourmont, al sud de la província de Hainaut, Bèlgica. Aquest monestir trapenc és una de les onze cerveseries al món que produeixen cervesa trapenca amb el logo Authentic Trappist Product; les tres cerveses de tipus ale que aquí s'elaboren, es distribueixen al voltant del món: Chimay Rouge, Chimay Bleue i Chimay Blanche; també elaboren una patersbier exclusivament per als monjos. D'igual manera, el monestir processa quatre diferents tipus de formatge.

## La cerveseria

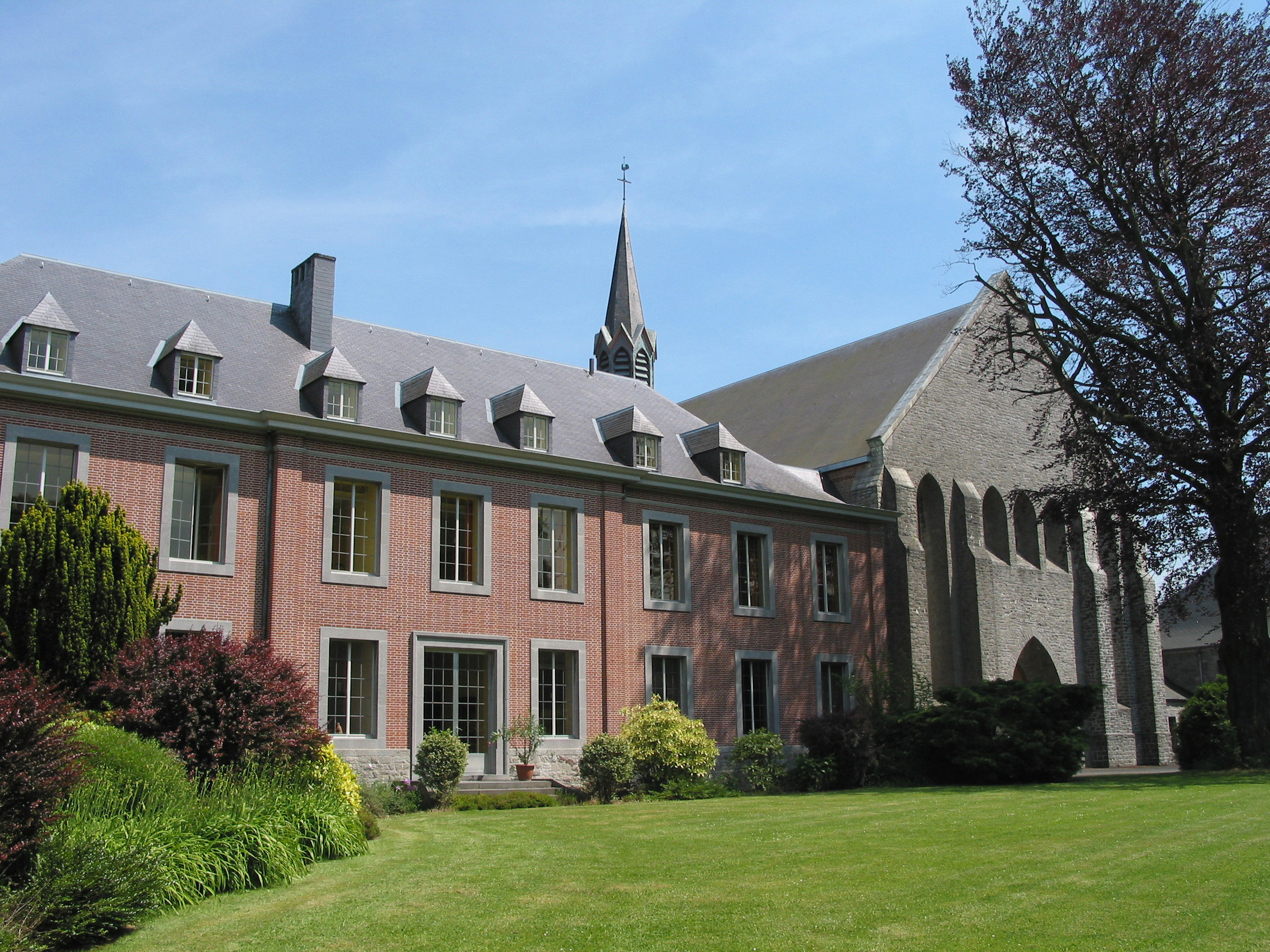
Abadia de Scourmont a Chimay, Bèlgica

La cerveseria va ser fundada a l'interior de l'Abadia de Scourmont, en el municipi belga de Chimay l'any 1862.
Aquí es produeixen tres tipus de cervesa ale àmpliament distribuïda i una patersbier exclusiva per als monjos (ocasionalment venuda com Chimay Gold); aquestes es coneixen com a cerveses trapenques, ja que són elaborades en un monestir trapenc. A l'Abadia de Scourmont se li atribueix el fet d'haver usat per primera vegada el terme Ale Trapista en les seves etiquetes.
Com succeeix amb totes les altres cerveseries trapenques, la cervesa es ven amb la finalitat de sostenir econòmicament el monestir així com per dur a terme actes de caritat. La cerveseria cobreix una quota per l'ús de les instal·lacions dins de l'Abadia, la que és útil per mantenir a la comunitat monàstica. La major part dels guanys econòmics produïts per les vendes es destina a obres de caritat, però d'igual manera s'inverteix en el desenvolupament de la regió. A partir de l'any 2007, les xifres de vendes de la cerveseria van superar els $50 milions de dòlars per any.
L'aigua que s'utilitza per a la producció de la cervesa és extreta d'una propietat situada dins del monestir. Els residus sòlids obtinguts del procés d'elaboració de la cervesa són reciclats com a aliment per a les vaques que produeixen llet per als formatges Chimay.
La cervesa és transportada del monestir a la planta embotelladora que es troba a 12 km de distància. La planta té la capacitat d'omplir 40,000 ampolles per hora, de les quals la major part són reciclades. Després d'haver estat embotellada, la cervesa passa per un procés de refermentació dins de l'ampolla durant tres setmanes abans de ser enviada al voltant del món. El 50% de la producció s'exporta.
La fàbrica va ser remodelada l'any 1988, i per a l'any 2005 ja produïa 12 megalitres (10⁶ litres) anualment.

## Cerveses

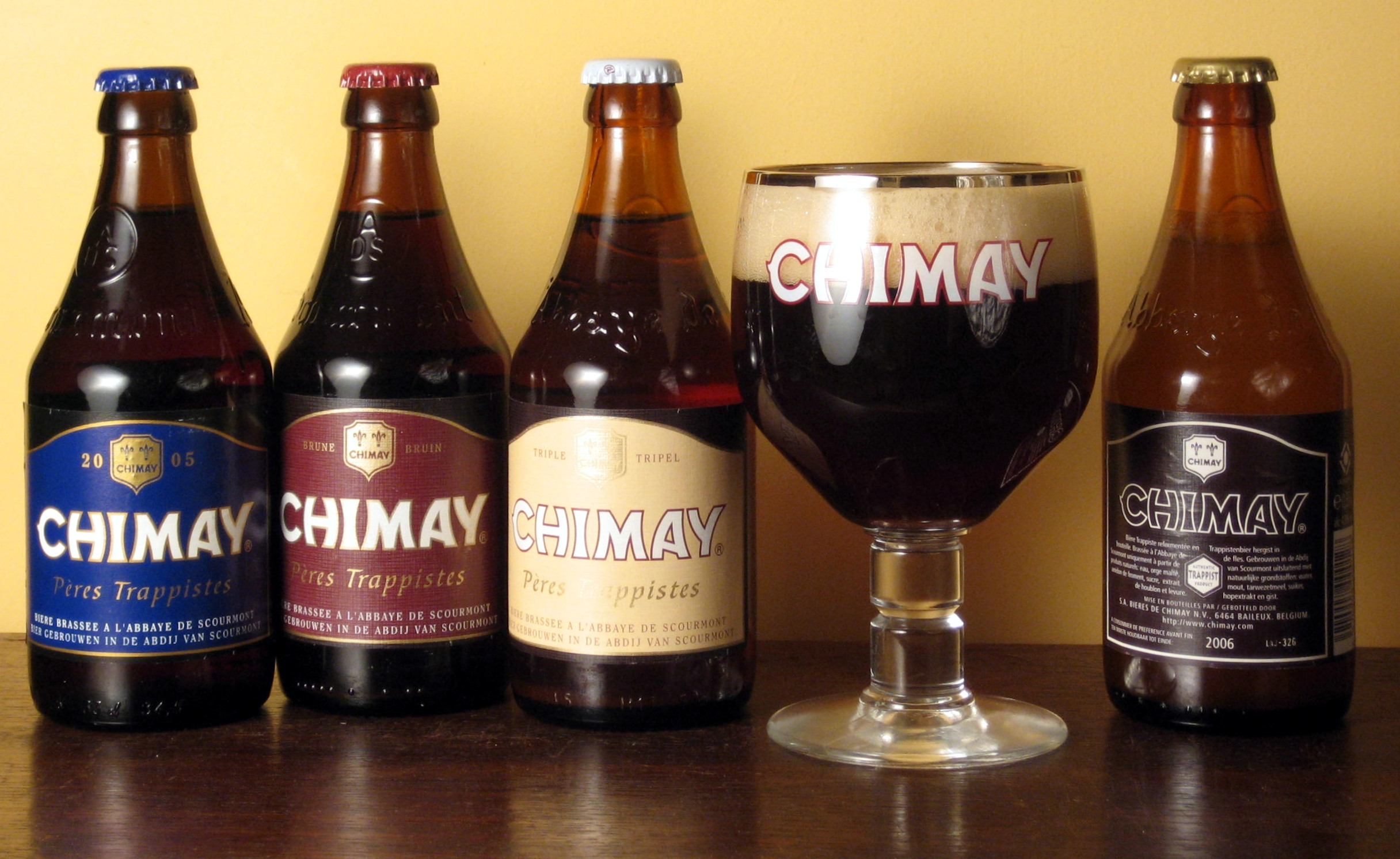
Les quatre varietats de Chimay, amb Chimay Blue en el got.

Els ingredients emprats per a l'elaboració són: aigua, ordi, midó de blat, sucre, extracte de llúpol i llevat; l'extracte de malt s'usa en l'elaboració de les cerveses Rouge i Bleue com a colorant.
- Chimay Rouge, 7% vol. En l'ampolla de 75 cl, aquesta cervesa té la denominació Première. És una cervesa negra de tipus dubbel i té una aroma dolça i afruitat.
- Chimay Bleue, 9% vol. és una ale més obscura. En l'ampolla de 75 cl, aquesta cervesa té la denominació Gran Réserve. Aquesta cervesa color coure-marró té un sabor una mica amarg. És considerada la més "clàssica" Chimay ale, té un sabor profundament afruitat i al seu torn una mica picant.
- Chimay Tripel, 8% vol. golden tripel. En l'ampolla de 75 cl, aquesta cervesa té la denominació de Cinq Cents. Aquesta cervesa té un color taronja clar, és la més seca de les tres.
- Chimay Dorée (Golden), 4.8% vol. ale, produïda amb ingredients molt similars a la Chimay Rouge, però és més opaca i condimentada d'una manera diferent. És una patersbier, feta especialment per ser beguda a l'interior de l'abadia o bé als voltants d'aquesta en el Auberge de Poteaupré, el quin està associat a l'abadia. Els monjos usualment beuen aquesta cervesa en comptes de beure qualsevol de les altres tres, les quals tenen un major grau d'alcohol. És molt estrany trobar ampolles de Chimay Dorée fora de l'Abadia o als seus voltants, ja que la mateixa es comercialitza de manera molt escassa. No obstant això, a partir del 2013, una quantitat molt limitada d'aquest tipus de beguda es ven com a cervesa de barril en el Regne Unit, en 19 bars de la cadena Fuller's i a Itàlia (on únicament es ven en 50 bars), també s'exporta en petites quantitats en ampolles de 330 ml que s'envien a alguns mercats d'altres països.[9][10]

## Formatges

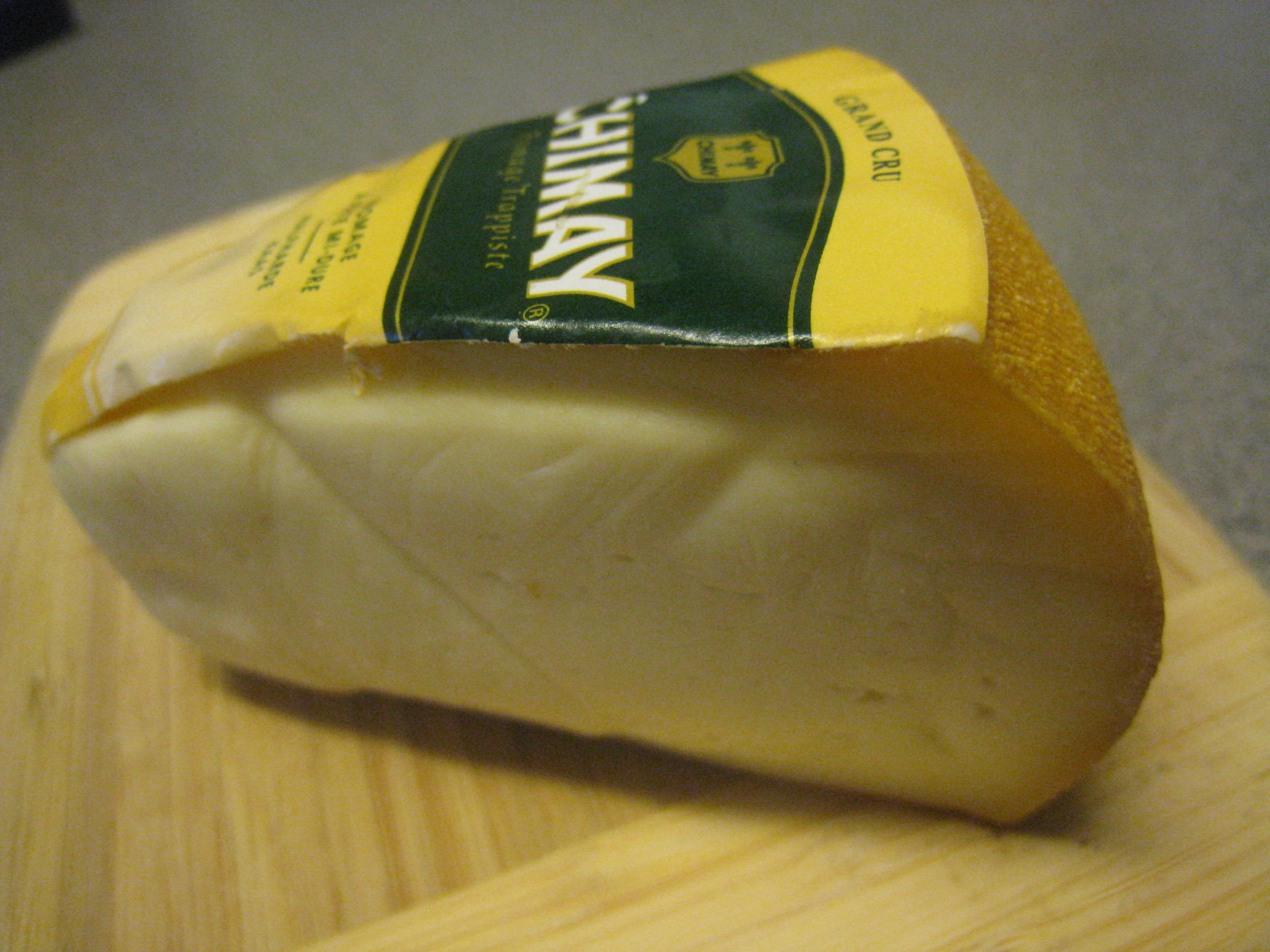
Formatge Chimay Grand Cru

Des de 1876 el monestir també ha produït formatges, i a partir de 2010 ofereixen quatre tipus diferents.
Els formatges són:
- A la Chimay Blue, l'escorça de la qual està xopada en cervesa Chimay.
- Chimay Grand Classic, és un formatge premsat semi-dur.
- Chimay Grand Cru, fet a força de llet pasteuritzada i madurat durant sis setmanes.
- Old Chimay, és un formatge dur madurat almenys durant sis mesos.